# Świny (Basse-Silésie)
Pour les articles homonymes, voir Świny.
Świny (en allemand : Schweinhaus) est une localité polonaise de la gmina de Bolków, située dans le powiat de Jawor en voïvodie de Basse-Silésie.

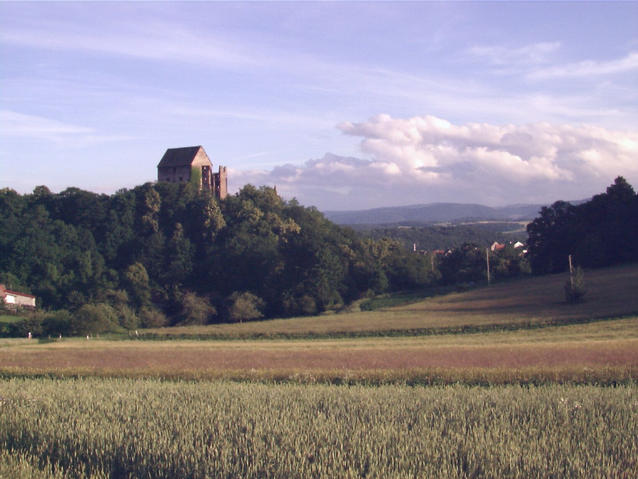
Château.

Le village se situe dans la région historique de Basse-Silésie, au nord-est de la ville de Bolków.